# British Academy Television Award per il miglior attore
Il British Academy Television Award per il miglior attore (British Academy Television Award for Best Actor) è un premio annuale nell'ambito del British Academy Television Awards, assegnato dal 1955 ad attori presenti nell'ambito delle produzioni televisive del Regno Unito. Dal 2010 la categoria è stata suddivisa tra miglior attore e miglior attore non protagonista.

## Albo d'oro

### Anni 1950
- 1955: Paul Rogers
- 1956: Peter Cushing
- 1957: Michael Gough
- 1958: Michael Hordern
- 1959: Donald Pleasence

### Anni 1960
- 1960: Patrick McGoohan
- 1961: Lee Montague
- 1962: Rupert Davies per Maigret
- 1963: Harry H. Corbett per Steptoe and Son
- 1964: Alan Badel
- 1965: Patrick Wymark
- 1966: Alan Badel
- 1967: Warren Mitchell per Till Death Us Do Part
- 1968: Eric Porter per La saga dei Forsyte
- 1969: Roy Dotrice per Misleading Cases

### Anni 1970
- 1970: - Edward Woodward per Callan
  - John Alderton per Please Sir!
  - Colin Blakely per The Way We Live Now
  - Arthur Lowe per Dad's Army
- 1971: - Keith Michell per Le sei mogli di Enrico VIII
  - Michael Bryant per The Roads to Freedom
  - Anthony Hopkins per The Great Inimitable Mr Dickens, Uncle Vanya, Hearts and Flowers
  - Michael Jayston per Mad Jack
- 1972: - John Le Mesurier per Traitor
  - Alfred Burke per Investigatore offresi (Public Eye)
  - Frank Finlay per Casanova
  - Kenneth Haigh per Search for the Nile
- 1973: - Anthony Hopkins per Guerra e pace
  - Michael Bryant per Colditz
  - Nicol Williamson per The Resistible Rise of Arturo Ui
- 1974: - Frank Finlay per The Death of Adolf Hitler
  - Michael Crawford per Some Mothers Do 'Ave 'Em
  - Bernard Hepton per Colditz
  - Laurence Olivier per Long Day's Journey Into Night
- 1975: - Peter Barkworth per Crown Matrimonial
  - Michael Bryant per Mr Axelford's Angel
  - Gordon Jackson per Su e giù per le scale (Upstairs, Downstairs)
  - Arthur Lowe per Microbes and Men
- 1976: - John Hurt per Il funzionario nudo (The Naked Civil Servant)
  - Alan Bates per Plaintiffs and Defendants
  - Tony Britton per The Nearly Man
  - Timothy West per Edoardo VII principe di Galles (Edward the Seventh)
- 1977: - Derek Jacobi per Io Claudio imperatore (I, Claudius)
  - James Bolam per When the Boat Comes In
  - Tom Conti per The Glittering Prizes
  - Jack Shepherd per Ready When You Are Mr McGill
- 1978: - Peter Barkworth per Professional Foul
  - James Bolam per When the Boat Comes In
  - Derek Jacobi per Burgess and Maclean
  - Robert Powell per Gesù di Nazareth
- 1979: - Edward Fox per Edward & Mrs. Simpson
  - Tom Bell per Out
  - Ian Holm per Night School
  - Bob Hoskins per Pennies from Heaven

### Anni 1980
- 1980: - Alec Guinness per La talpa (Tinker, Tailor, Soldier, Spy)
  - Robert Hardy per Creature grandi e piccole (All Creatures Great and Small)
  - Leo McKern per Le avventure di Bailey (Rumpole of the Bailey)
  - Timothy West per Churchill and the Generals e Delitto e castigo (Crime and Punishment)
- 1981: - Denholm Elliott per Blade on the Feather, Gentle Folk
  - Trevor Howard per The Shillingbury Blowers
  - Leo McKern per Rumpole's Return
  - Sam Waterston per Oppenheimer
- 1982: - Anthony Andrews per Ritorno a Brideshead (Brideshead Revisited)
  - John Gielgud per Ritorno a Brideshead (Brideshead Revisited)
  - Robert Hardy per Le sconfitte di un vincitore: Winston Churchill 1928-1939 (Winston Churchill: The Wilderness Years)
  - Jeremy Irons per Ritorno a Brideshead (Brideshead Revisited)
- 1983: - Alec Guinness per Tutti gli uomini di Smiley (Smiley's People)
  - George Cole per Minder
  - Bernard Hill per Boys from the Blackstuff
  - Laurence Olivier per A Voyage Round My Father
- 1984: - Alan Bates per An Englishman Abroad
  - Leo McKern per Le avventure di Bailey (Rumpole of the Bailey)
  - Ronald Pickup per Orwell on Jura e Waters of the Moon
  - Martin Sheen per Kennedy
- 1985: - Tim Pigott-Smith per The Jewel in the Crown
  - George Cole per Minder
  - Charles Dance per The Jewel in the Crown
  - Art Malik per The Jewel in the Crown
- 1986: - Bob Peck per Edge of Darkness
  - Joe Don Baker per Edge of Darkness
  - Alec Guinness per Monsignor Quioxte
  - Ben Kingsley per Silas Marner
- 1987: - Michael Gambon per The Singing Detective
  - Colin Blakely per Drums Along Balmoral Drive
  - Denholm Elliott per Hotel du Lac
  - Paul McGann per The Monocled Mutineer
  - Patrick Malahide per The Singing Detective
  - David Threlfall per Paradise Postponed
- 1988: - David Jason per Porterhouse Blue
  - Kenneth Branagh per Fortunes of War e The Lady's Not for Burning
  - Robbie Coltrane per Tutti Frutti
  - Ray McAnally per A Perfect Spy
- 1989: - Ray McAnally per A Very British Coup
  - Alan Bennett per A Chip in the Sugar
  - Colin Firth per Tumbledown
  - Ian Holm per Set and Match

### Anni 1990
- 1990: - John Thaw per Ispettore Morse (Inspector Morse)
  - Joss Ackland per First and Last
  - John Gielgud per Summer's Lease
  - Alfred Molina per The Accountant
- 1991: - Ian Richardson per House of Cards
  - Albert Finney per The Green Man
  - David Suchet per Poirot (Agatha Christie's Poirot)
  - John Thaw per Ispettore Morse (Inspector Morse)
- 1992: - Robert Lindsay per G.B.H.
  - Tom Bell per Prime Suspect
  - Michael Palin per G.B.H.
  - John Thaw per Ispettore Morse (Inspector Morse)
- 1993: - John Thaw per Ispettore Morse (Inspector Morse)
  - Alan Bates per Unnatural Pursuits
  - Brian Cox per The Lost Language of Cranes
  - Ian Richardson per An Ungentlemanly Act
- 1994: - Robbie Coltrane per Cracker
  - Michael Kitchen per To Play the King
  - Neil Pearson per Between the Lines
  - Ian Richardson per To Play the King
- 1995: - Robbie Coltrane per Cracker
  - Pete Postlethwaite per Martin Chuzzlewit
  - Paul Scofield per Martin Chuzzlewit
  - Tom Wilkinson per Martin Chuzzlewit
- 1996: - Robbie Coltrane per Cracker
  - Colin Firth per Orgoglio e pregiudizio (Pride and Prejudice)
  - Robert Lindsay per Jake's Progress
  - Ian Richardson per The Final Cut
  - Benjamin Whitrow per Orgoglio e pregiudizio (Pride and Prejudice)
- 1997: - Nigel Hawthorne per The Fragile Heart
  - Christopher Eccleston per Our Friends in the North
  - Albert Finney per Cold Lazarus e Karaoke
  - Peter Vaughan per Our Friends in the North
- 1998: - Simon Russell Beale per A Dance to the Music of Time
  - Robert Carlyle per Hamish Macbeth
  - Derek Jacobi per Breaking the Code
  - Tom Wilkinson per Cold Enough for Snow
- 1999: - Tom Courtenay per A Rather English Marriage
  - Robert Carlyle per Looking after Jo Jo
  - Albert Finney per A Rather English Marriage
  - Timothy Spall per Our Mutual Friend

### Anni 2000
- 2000
  - Michael Gambon per Wives and Daughters
  - Aidan Gillen per Queer as Folk
  - Pete Postlethwaite per Lost for Words
  - Timothy Spall per Shooting the Past
- 2001
  - Michael Gambon per Longitude
  - Steven Mackintosh per Care
  - Pete Postlethwaite per The Sins
  - Ken Stott per The Vice
- 2002
  - Michael Gambon per Perfect Strangers
  - Alan Bates per Love in a Cold Climate
  - Timothy Spall per Vacuuming Completely Nude in Paradise
  - David Suchet per The Way We Live Now
- 2003
  - Albert Finney per Guerra imminente (The Gathering Storm)
  - Kenneth Branagh per Conspiracy - Soluzione finale (Conspiracy) e Shackleton
  - James Nesbitt per Bloody Sunday
- 2004
  - Bill Nighy per State of Play
  - Jim Broadbent per The Young Visiters
  - Christopher Eccleston per The Second Coming
  - David Morrissey per State of Play
- 200
  - Rhys Ifans per Not Only But Always
  - Benedict Cumberbatch per Hawking
  - Mark Strong per The Long Firm
  - Michael Sheen per Dirty Filthy Love
- 2006
  - Mark Rylance per The Government Inspector
  - Bernard Hill per A Very Social Secretary
  - Denis Lawson per Bleak House
  - Rufus Sewell per ShakespeaRe-Told
- 2007
  - Jim Broadbent per Longford
  - Andy Serkis per Longford
  - Michael Sheen per Kenneth Williams: Fantabulosa!
  - John Simm per Life on Mars
- 2008
  - Andrew Garfield per Boy A
  - Tom Hardy per Stuart: A Life Backwards
  - Matthew MacFadyen per Secret Life
  - Antony Sher per Primo
- 2009
  - Stephen Dillane per The Shooting of Thomas Hurndall
  - Jason Isaacs per The Curse of Steptoe
  - Ken Stott per Hancock and Joan
  - Ben Whishaw per Criminal Justice

### Anni 2010
- 2010
  - Kenneth Branagh per Il commissario Wallander (Wallander)
  - Brendan Gleeson per Into the Storm - La guerra di Churchill (Into the Storm)
  - John Hurt per An Englishman in New York
  - David Oyelowo per Small Island
- 2011
  - Daniel Rigby per Eric and Ernie
  - Jim Broadbent per Any Human Heart
  - Benedict Cumberbatch per Sherlock
  - Matt Smith per Doctor Who
- 2012
  - Dominic West per Appropriate Adult
  - Benedict Cumberbatch per Sherlock
  - Joseph Gilgun per This Is England '88
  - John Simm per Exile
- 2013
  - Ben Whishaw per The Hollow Crown
  - Sean Bean per Accused
  - Derek Jacobi per Last Tango in Halifax
  - Toby Jones per The Girl - La diva di Hitchcock (The Girl)
- 2014
  - Sean Harris per Southcliffe
  - Jamie Dornan per The Fall - Caccia al serial killer (The Fall)
  - Luke Newberry per In the Flesh
  - Dominic West per Burton & Taylor
- 2015
  - Jason Watkins per The Lost Honour of Christopher Jefferies
  - Benedict Cumberbatch per Sherlock
  - Toby Jones per Marvellous
  - James Nesbitt per The Missing
- 2016
  - Mark Rylance per Wolf Hall
  - Idris Elba per Luther
  - Stephen Graham per This Is England '90
  - Ben Whishaw per London Spy
- 2017
  - Adeel Akhtar per Murdered by My Father
  - Babou Ceesay per Damilola, Our Loved Boy
  - Robbie Coltrane per National Treasure
  - Benedict Cumberbatch per The Hollow Crown
- 2018
  - Sean Bean per Broken
  - Jack Rowan per Born to Kill
  - Joe Cole per Hang the DJ (Black Mirror)
  - Tim Pigott-Smith per King Charles III
- 2019
  - Benedict Cumberbatch, Patrick Melrose
  - Hugh Grant, A Very English Scandal
  - Lucian Msamati, Kiri
  - Chance Perdomo, Killed by My Debt

### Anni 2020
- 2020
  - Jared Harris per Chernobyl
  - Stephen Graham per The Virtues
  - Takehiro Hira per Giri/Haji - Dovere/Vergogna
  - Callum Turner per The Capture
- 2021
  - Paul Mescal per Normal People
  - John Boyega per Small Axe: Red, White and Blue
  - Paapa Essiedu per I May Destroy You
  - Josh O'Connor per The Crown
  - Shaun Parkes per Small Axe: Mangrove
  - Waleed Zuaiter per Baghdad Central
- 2022
  - Sean Bean per Time
  - Samuel Adewunmi per You Don't Know Me
  - David Thewlis per Landscapers - Un crimine quasi perfetto
  - Olly Alexander per It's a Sin
  - Stephen Graham per Help
  - Hugh Quarshie per Stephen